# August Bramm

August Bramm als Gießener Student. Lithographie von Carl Schubart, 1855

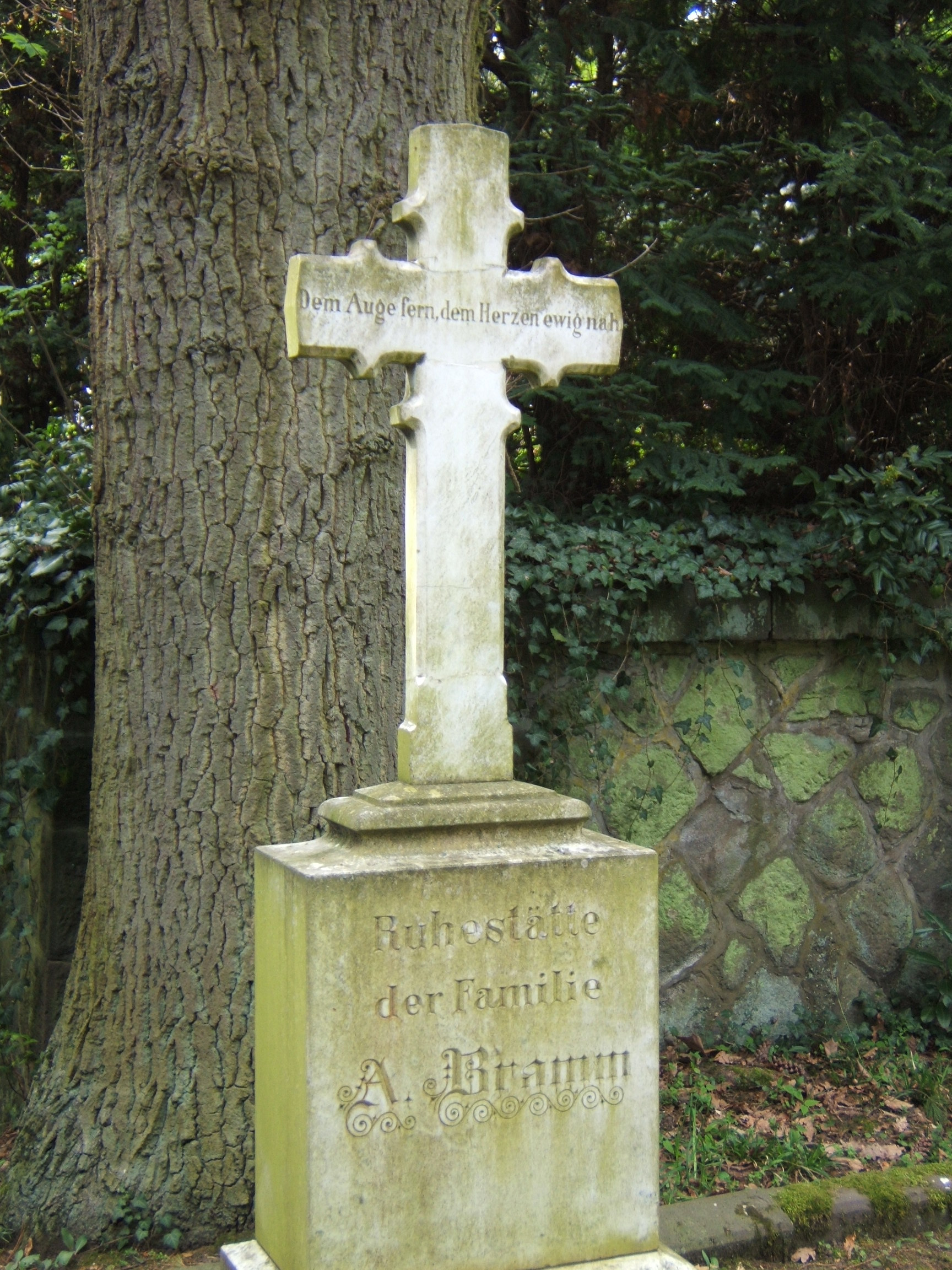
Grabstätte Bramms auf dem Alten Friedhof in Gießen

Adam August Bramm (* 18. Dezember 1829 in Gießen; † 17. April 1889 ebenda) war Oberbürgermeister von Gießen.

## Leben
Bramm wurde als Sohn des Bäckers und Gastwirts Johann Bramm und seiner zweiten Ehefrau Maria, geb. Launspach in Gießen geboren. Er studierte ab 1847 Rechtswissenschaften in seiner Heimatstadt und wurde Mitglied des dortigen Corps Teutonia. 1862 trat er als Hofgerichtssekretär in den hessischen Justizdienst. 1865 wurde er Landgerichtsassessor in Gießen, 1874 Landrichter in Friedberg. Seit 1875 amtierte er als erster Berufsbürgermeister von Gießen. 1888 wurde er zum Oberbürgermeister ernannt.
Bramm leitete wichtige städtebauliche Maßnahmen in die Wege, so den Ausbau des Straßennetzes und die Verbesserung der Stadthygiene. Zur Verminderung der Seuchengefahr entstand in seiner Amtszeit eine Quellwasserleitung in die Stadt. Außerdem legte er die Grundlage für die Ausdehnung der Stadt nach Osten über den Anlagenring hinaus, wo sich entlang der Bismarck- und Ludwigstraße ein neues Stadtviertel erhob.

## Ehrungen
In Gießen-Wieseck wurde der August-Bramm-Weg nach ihm benannt.